# Pseudolasioderma
Pseudolasioderma  (лат.) — род жесткокрылых насекомых семейства точильщиков.

## Описание
Заднегрудь и первый видимый стернит брюшка образуют слабые, но заметные углубления для вкладывания ног. Тело выпуклое.

## Систематика
В составе рода два вида:
- Pseudolasioderma brevе (Reitter, 1891)
- Pseudolasioderma turkestanicum (Reitter, 1901)